# 岡村隆史
岡村隆史（日语：／ Okamura Takashi */?；1970年7月3日—）是日本男性搞笑藝人、主持人、男演員，為搞笑雙人組NINETY-NINE成員，裝傻擔當。出身於大阪府大阪市東淀川區。所屬經紀公司是吉本興業。身高156.5cm，善於利用自己高超的身體能力和滑稽的顏藝。

## 經歷
岡村於2020年4月23日深夜直播的個人廣播節目《NINETY-NINE岡村隆史的All Night Nippon》的「WET STREAM」單元上，回覆觀眾的來信說，當前在新冠肺炎影響下，暫時不能光顧色情場所，因此呼籲聽眾忍耐，待疫情結束後便會有很多可愛女生轉行做性工作者，「大家都要努力儲錢（去嫖妓）呢」。此段節目播出後，引發輿論批評，播出該節目的日本放送、以及岡村本人之後為此向公眾致歉。岡村主持的廣播節目受此失言事件影響，名義上被腰斬，改為與其組合搭檔矢部浩之共同主持，自2020年5月14日起以《NINETY-NINE的All Night Nippon》之名繼續播出。

## 作品
- 無問題（1999年）
- 無問題2（2001年）
- 大搜查線 THE MOVIE 2 （2003年）
- 少林少女（2008年）
- 大搜查線 THE MOVIE 3（2010年）